# Christen-Democraten Unie

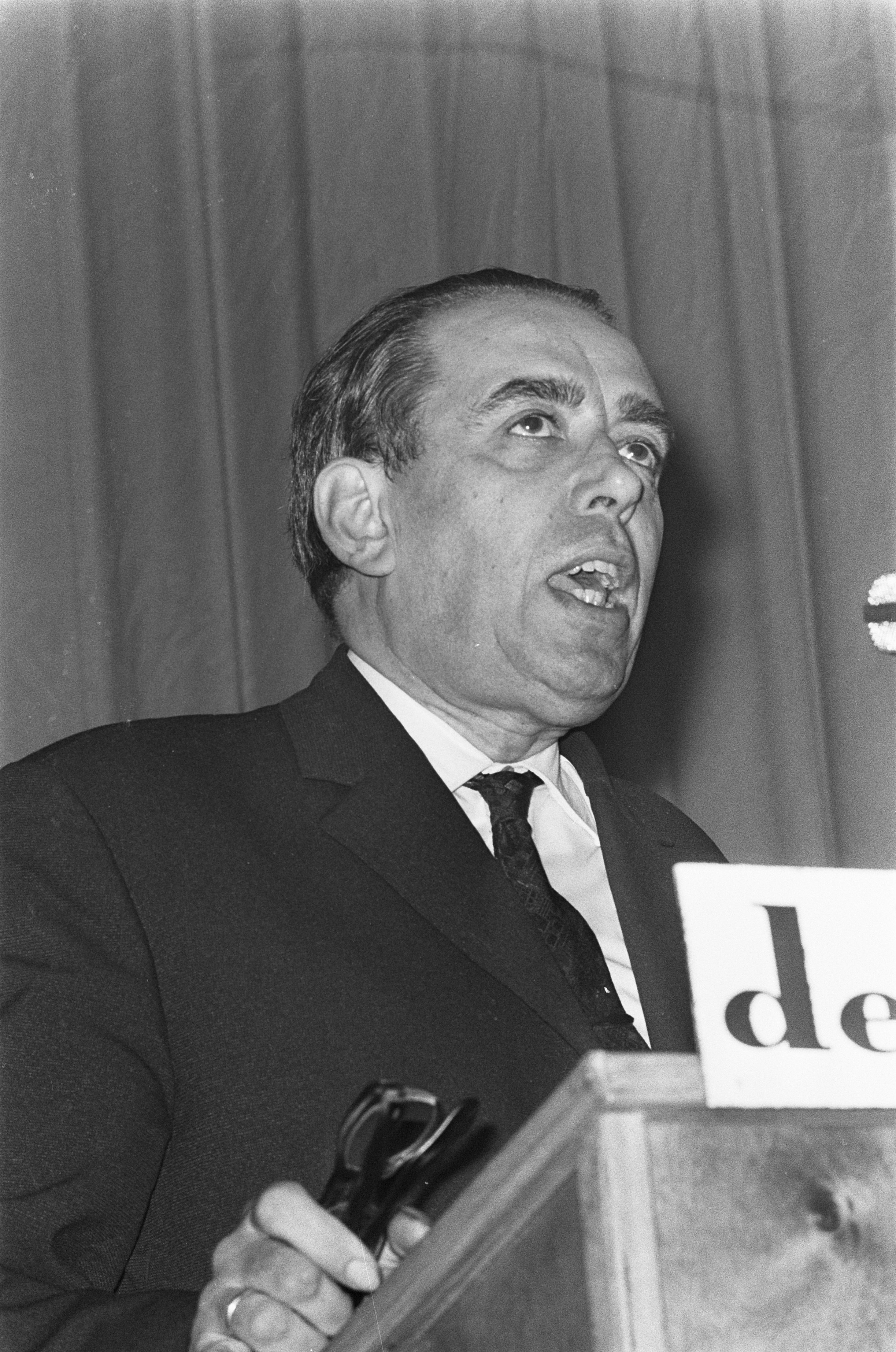
CDU-voorman Abraham Zeegers (1966)

De Christen-Democraten Unie (CDU) was een Nederlandse politieke partij die van 1964 tot 1982 heeft bestaan. De partij moet niet worden verward met de Christelijk-Democratische Unie die in 1946 is opgegaan in de PvdA. Ideoloog van de partij was tot 1967 Abraham Zeegers, voormalig ARP-dissident en ex-lid van de Boerenpartij.
De Christen-Democraten Unie wierp zich in de jaren 60 en 70 van de 20e eeuw op als een concentratiepunt voor rechtse christenen die zich verzetten tegen toenemend staatsingrijpen. De partij trachtte zich te profileren als aanjager van een vernieuwing van de politieke constellatie. De sociaal-economische standpunten waren zeer behoudend, maar op staatkundig gebied was de CDU vooruitstrevender, met pleidooien voor (voorzichtige) experimenten met referenda en gekozen burgemeesters.
De partij deed in 1966 mee aan de gemeenteraadsverkiezingen en Provinciale Statenverkiezingen en behaalde in 1967 met 45.335 stemmen net geen Tweede Kamerzetel. De partij kwam 522 stemmen te kort. Lokaal deed de partij het beter en de CDU behaalde in sommige plaatsen zetels, waaronder Kerkrade.